# Хиски, Мартин
Мартин Хиски (чеш. Martin Hyský; род. 25 сентября 1975, Прага) — чешский футболист, завершивший игровую карьеру, играл на позиции защитника. Ныне — тренер.

## Карьера
Хиски учился играть в футбол в академии пражской «Славии». В 1993 году он впервые сыграл за взрослую команду Славии, с лета 1994 года он выступал за «Слован» из Либереца, а затем вернулся в «Славию». С июля по ноябрь 1996 года он играл за рубежом в шведском клубе АИК, пока вновь не возвратился в «Славию». На рубеже 1997/98 годов Хиски перебрался в «Зброёвку», а год спустя — в пражский «Богемианс». С начала 2001 года до конца 2002 года он отыграл за «Славию», всего за родной клуб он провел 87 игр чемпионата и 20 игр в еврокубках. В 1996 году он выиграл с командой чешский национальный чемпионат и добрался до полуфинала Кубка УЕФА, после чего решил во второй раз попробовать себя за рубежом и перебрался в российский клуб «Динамо» Москва в начале 2002 года.
Летом 2004 года Хиски переехал в клуб второй немецкой Бундеслиги «Энерги». В сезоне 2004/05 он отыграл за «лужичан» 28 матчей и забил один гол. В 2006 году он перешёл в «Рот-Вайсс», а в сезоне 2007/08 защищал цвета «Киккерс». В сезоне 2008/09 Хиски был капитаном обновленной команды «Киккерс», заявленной в третью лигу. После того, как его контракт не был продлен по истечении сезона 2010/11, Хиски присоединился к чешскому клубу «Кладно». Он оставался в клубе полгода. Сыграв в низших лигах за «Прештанов» и «Кунице», Хиски завершил профессиональную карьеру.

## Достижения
- Чемпион Чехии: 1995/96